# Superagonista

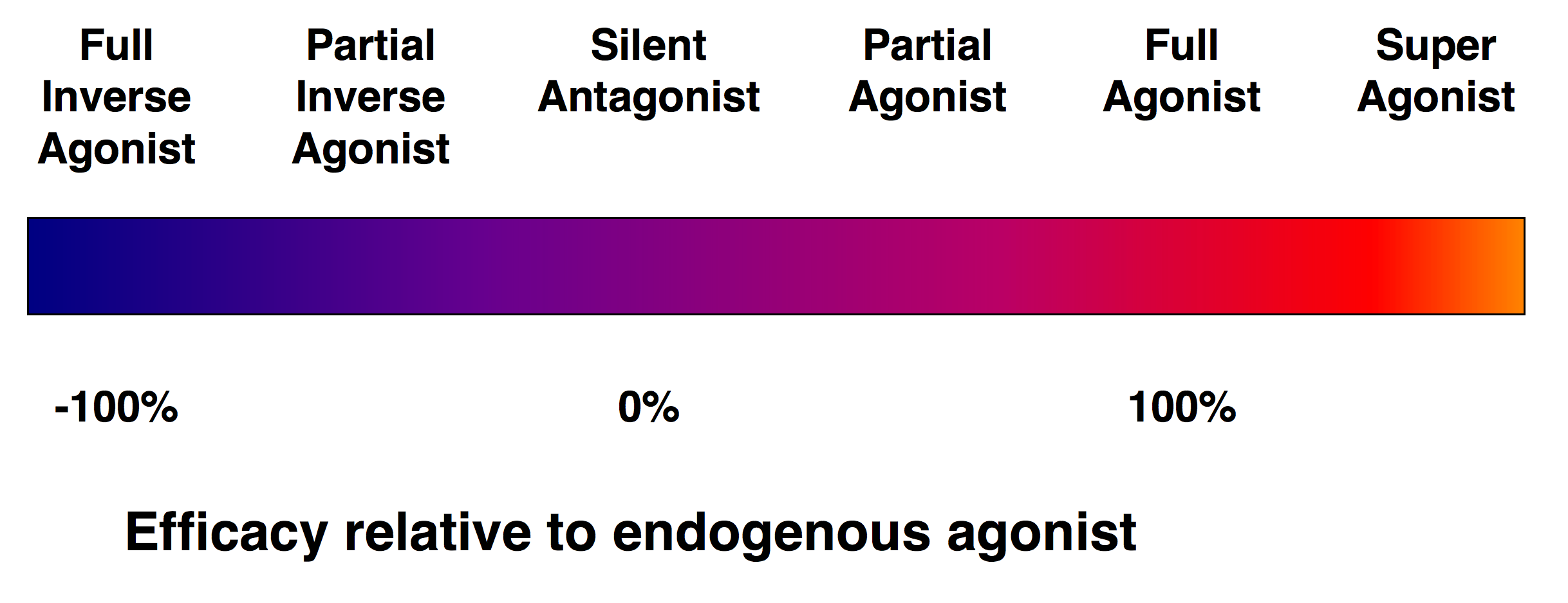
Espectro de eficacia de ligandos de receptores.

En el campo de la farmacología, un superagonista es un tipo de agonista que es capaz de producir una respuesta máxima mayor que el agonista endógeno para el receptor diana, y por lo tanto tiene una eficacia de más de 100%. Por ejemplo, la goserelina es un superagonista del receptor de la hormona liberadora de gonadotropina.